# Мали на Светском првенству у атлетици на отвореном 2017.
Мали је учествовао на Светском првенству у атлетици на отвореном 2017. одржаном у Лондону од 4. до 13. августа, а представљала га је једна атлетичарка која се такмичила у трци на 400 метара,
На овом првенству Мали није освојио ниједну медаљу, нити је постигнут неки рекорд.

## Резултати

### Жене
| Атлетичарка  | Дисциплина | Лични рекорд | Квалификације | Квалификације | Полуфинале            | Полуфинале            | Финале                | Финале  | Детаљи |
| Атлетичарка  | Дисциплина | Лични рекорд | Резултат      | Место         | Резултат              | Место                 | Резултат              | Место   | Детаљи |
| ------------ | ---------- | ------------ | ------------- | ------------- | --------------------- | --------------------- | --------------------- | ------- | ------ |
| Џенебу Данте | 400 м      | 52,24 НР     | 54,04         | 8. у гр. 5    | Није се квалификовала | Није се квалификовала | Није се квалификовала | 48 / 49 |        |